# ウィリアム・マルレディ
ウィリアム・マルレディ（William Mulready、 1786年4月1日 - 1863年7月7日）はアイルランド生まれの画家である。書籍の挿絵や風俗画を描いた。

## 略歴
アイルランドのクレア県のエニスで生まれた。生まれて間もなく家族とダブリンに移り、1792年にはロンドンに移った。11歳の時には絵の才能を示し、14歳で、ロイヤル・アカデミー・オブ・アーツの美術学校に入学した。高い評価を得ていた画家のジョン・ヴァーリイからも、ジョン・リネル、ウィリアム・ヘンリー・ハント、コプリー・フィールディングらと指導を受けた。1802年にジョン・ヴァーリイの妹で風景画家のエリザベス・ヴァーリイ(Elizabeth Varley:1784–1864)と結婚した。何人かの子供が生まれたが、宗教的な問題などが原因で6年後に離婚することになった。
1804年からロイヤル・アカデミー・オブ・アーツの展覧会に出展をし、1806年にウィリアム・ロスコーの子供向けの作品、『蝶の舞踏会とバッタの宴』の挿絵を描くなどし、その後、風俗画を描き人気のある画家になり、また多くの書籍の挿絵を描いた。1815年にロイヤル・アカデミー・オブ・アーツの準会員、1816年に正会員に選ばれた。
ウィリアム・マルレディの子供たちは画家になり、孫のオーガスタス・エドウィン・マルレディ(Augustus Edwin Mulready:1844-1904)も画家になり、ロンドンの貧しい子供たちを描いた作品で知られる。

## 作品

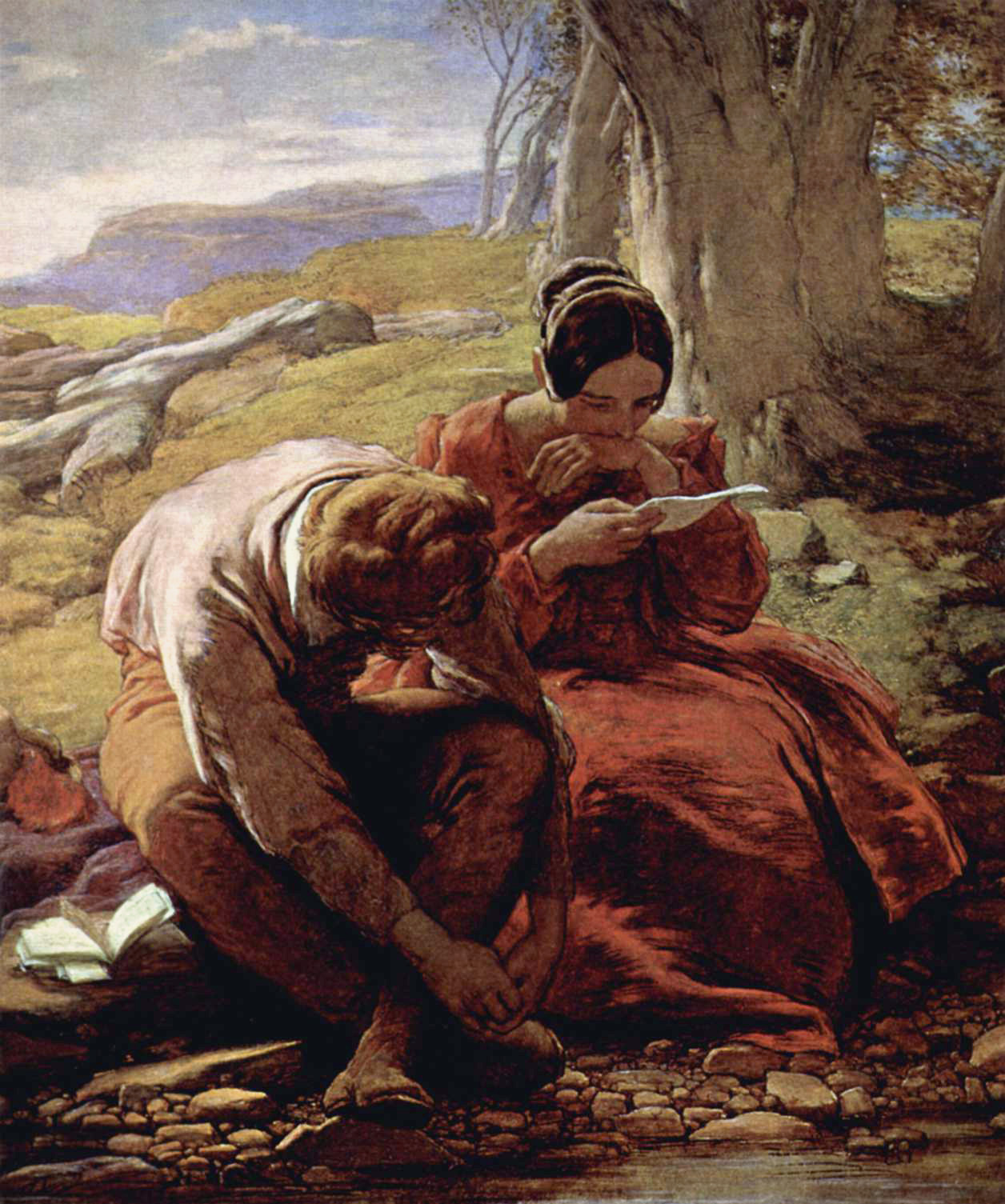
"Le Sonnet" (1839)
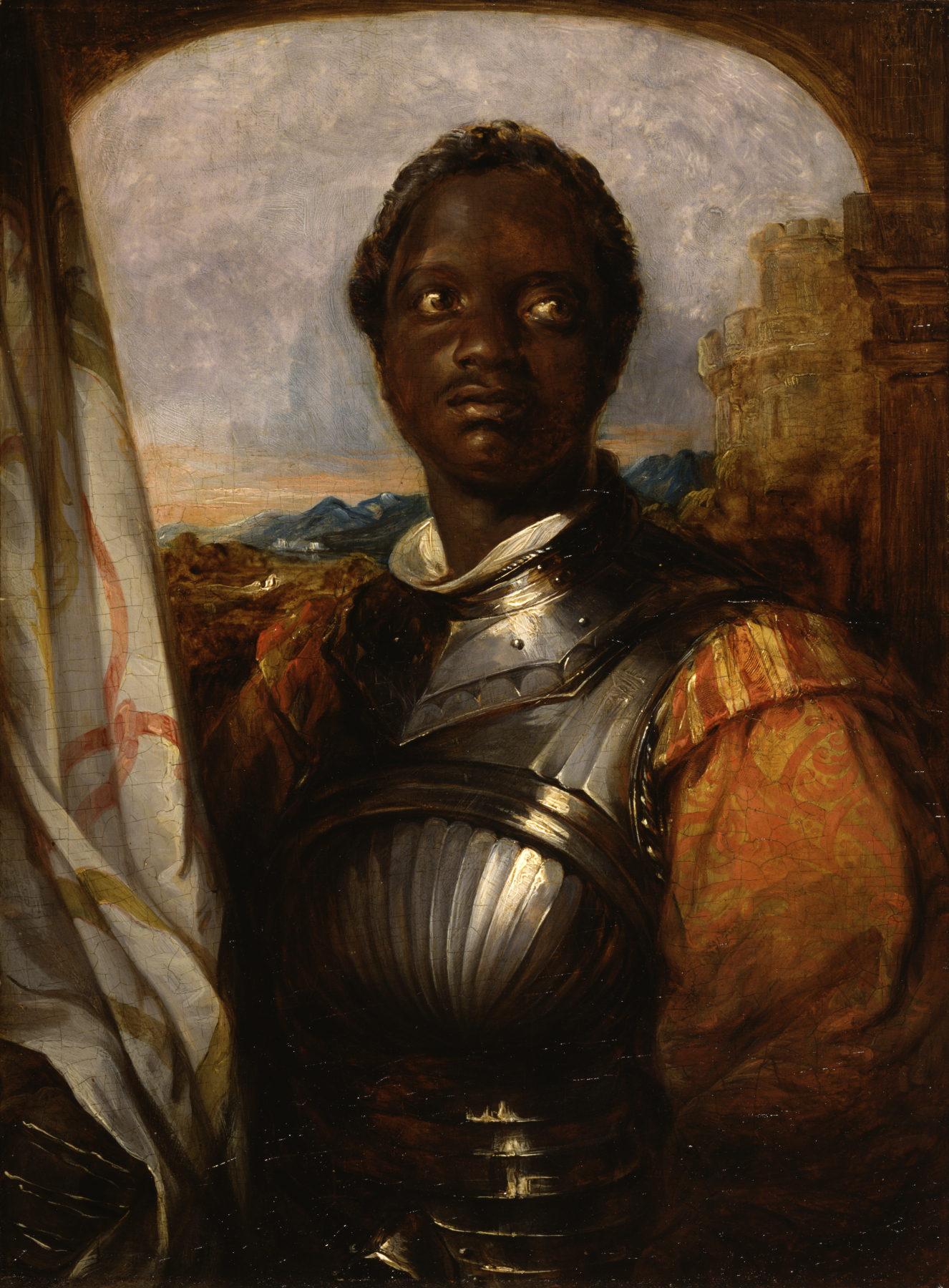
オセロに扮したアイラ・アルドリッジ
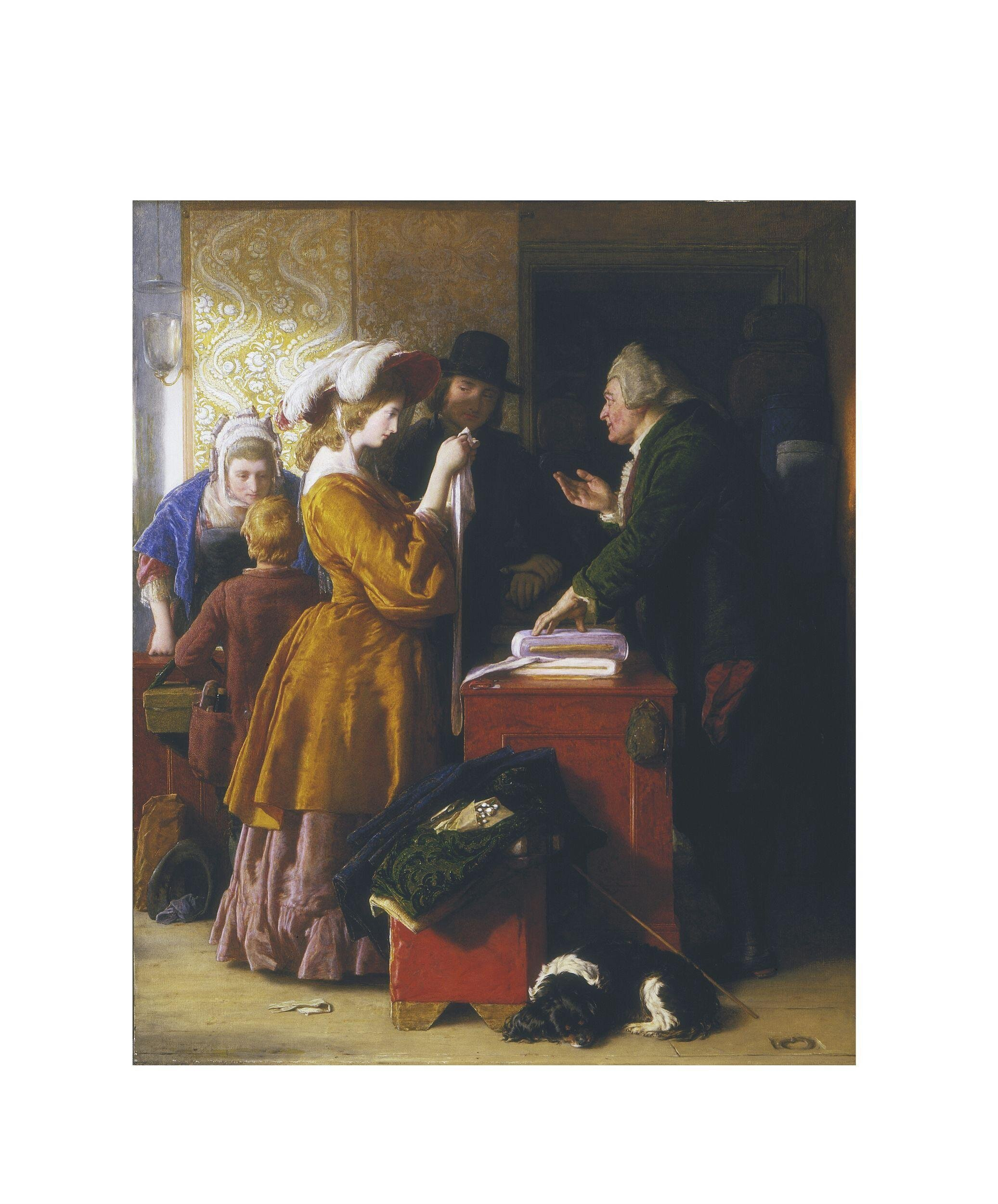
オリヴァー・ゴールドスミスの『ウェイクフィールドの牧師』の挿絵の原画
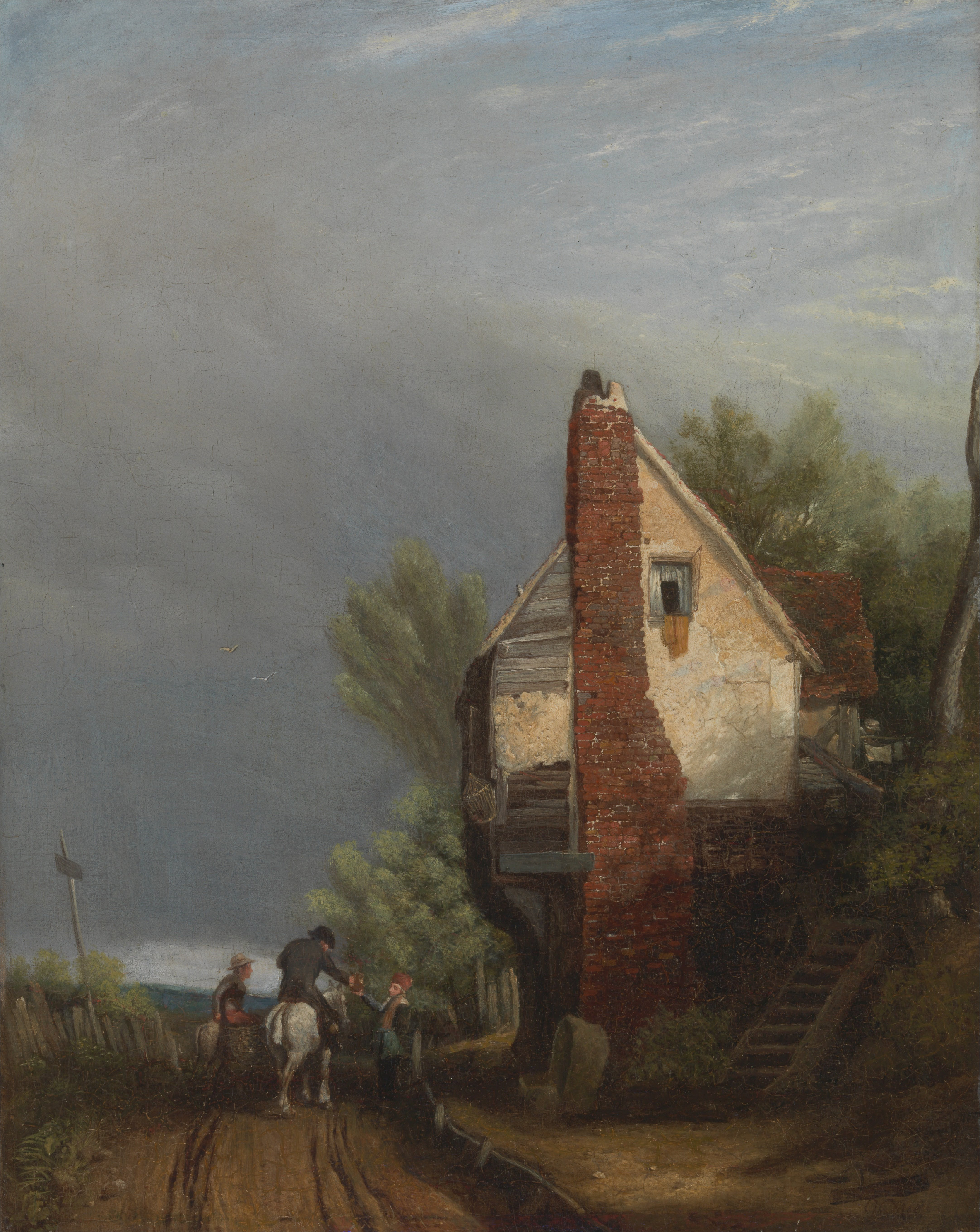
"An Old Gable" (1830)

## 関連図書
- Stephens, Memorials of Mulready (London, 1867)